# 네트워크 관리 시스템
네트워크 관리 시스템 (NMS, Network Management System/Network Monitoring System)은 컴퓨터 네트워크 또는 네트워크들을 모니터링하고 관리하는데 사용되는 하드웨어와 소프트웨어의 조합을 총칭한다.
개별 네트워크 구성요소(Network Element:NE) 들은 구성요소 관리시스템(Element Management System)에 의해 관리된다.

## 작업 및 운영 사항
NMS는 네트워크 구성요소를 관리하며, 매니지드 디바이스(managed device)라고도 불린다. 디바이스 관리는 고장, 구성, 회계, 성능 및 보안 관리를 포함한다. 그리고 관리 작업에는 네트워크 인벤토리의 발견, 디바이스 상태 모니터링, 시스템 성능에 영향을 미치는 상태에 대한 경고, 문제의 식별 및 출처의 파악과 함께 가능한 솔루션의 제공 등이 있다.

### 프로토콜
NMS 에서는 이러한 작업을 수행하기 위해 다양한 프로토콜을 사용한다. 예를 들어, SNMP 프로토콜은 네트워크 계층의 디바이스로부터 정보를 수집하는데 사용된다.

### 네트워크 통계
NMS는 디바이스에 대한 통계를 수집하고 과거에 성공적이었던 문제와 솔루션을 포함한 기존 네트워크 통계를 보관하기도 한다. 만약 결함이 재발하는 경우, NMS는 보관되어 있는 자료들을 통해 가능한 솔루션을 검색할 수 있다.

## 같이 보기
- 네트워크 아키텍처 (Network architecture)
- 네트워크 엔지니어링 (Network engineering)
- 네트워크 관리 (Network management)
- 네트워크 모니터링 (Network monitoring)
- 네트워크 관리자 (Network administration)
- SAN 네트워크 관리 시스템 목록 (List of SAN network management systems)
- 네트워크 모니터링 시스템의 비교 (Comparison of network monitoring systems)